# 利切蒂环形山

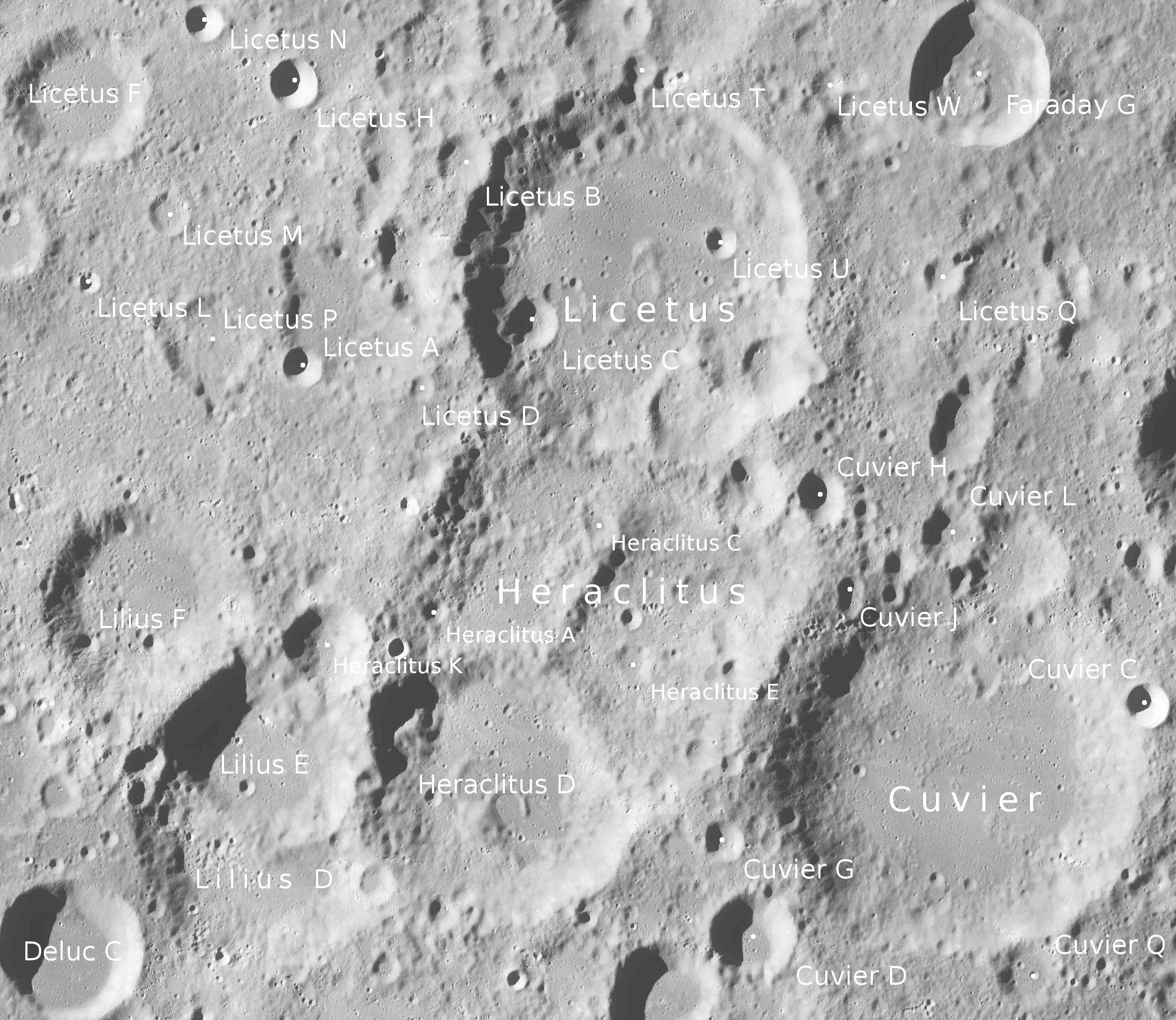
月球勘测轨道飞行器拍摄

利切蒂环形山（Licetus）是位于月球正面南部高地上的一座古老大撞击坑，约形成于45.5亿-39.2亿年前的前酒海纪，其名称取自意大利物理学家暨天文学家和哲学家福尔图尼奥·利切蒂（Fortunio Liceti，1577年-1657年），1935年被国际天文学联合会批准接受。

## 描述
该陨坑西侧毗邻普罗克特环形山、西北分布着索绪尔环形山、哈金斯环形山和纳西尔丁环形山、施特夫勒环形山和法拉第环形山坐落在北面、东侧靠近克莱罗环形山、利切蒂环形山的东北分别有马若利科环形山和巴罗夏斯环形山、东南则是居维叶环形山、南面横亘着赫拉克利特环形山（重叠在它的北侧壁上），而直径高达194公里的马吉尼环形山就位于它的西南偏南方。该陨坑中心月面坐标为47°11′S 6°32′E / 47.19°S 6.54°E，直径75.42公里，深约3.84公里。
利切蒂环形山是一座已磨损的圆形撞击坑，沿内外坑壁覆盖了数座小撞击坑，其中较突出的是分别坐落在东南内壁以及横跨在西北外壁上的二座小陨坑，但受侵蚀最严重的是它的北侧壁，沿坑口和内壁重叠了一群小月坑。环形山的东侧内壁显示有阶地状结构的痕迹。坑壁平均高出周边地形1310米，内部容积约4900公里³。碗状的坑底北部平坦而南部崎岖，除一些散布的细小月坑外，坑内东、西二侧地表上各有一座圆杯状的小陨坑，中心点偏东矗立着一道小山脊。

## 卫星陨石坑
按惯例，最靠近利切蒂环形山的卫星坑将在月图上以字母标注在它的中心点旁边。

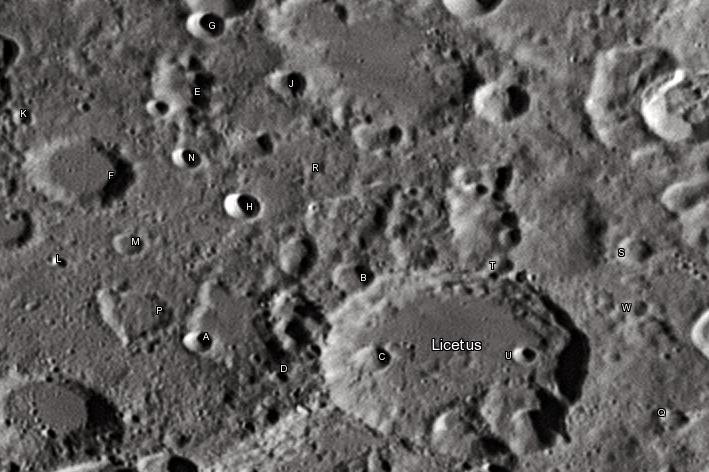
戴维·坎贝尔图片

| 利切蒂 | 纬度    | 经度   | 直径    |
| ------ | ------- | ------ | ------- |
| A      | 47.8° S | 3.2° E | 8 公里  |
| B      | 46.5° S | 4.9° E | 13 公里 |
| C      | 47.4° S | 5.6° E | 10 公里 |
| D      | 48.0° S | 4.5° E | 6 公里  |
| E      | 44.7° S | 1.9° E | 19 公里 |
| F      | 46.0° S | 1.0° E | 32 公里 |
| G      | 43.8° S | 1.9° E | 11 公里 |
| H      | 45.9° S | 3.1° E | 10 公里 |
| J      | 44.2° S | 3.2° E | 12 公里 |
| K      | 45.5° S | 0.0° E | 6 公里  |
| L      | 47.2° S | 1.1° E | 5 公里  |
| M      | 46.8° S | 1.9° E | 9 公里  |
| N      | 45.5° S | 2.2° E | 9 公里  |
| P      | 47.6° S | 2.4° E | 21 公里 |
| Q      | 47.2° S | 9.7° E | 8 公里  |
| R      | 45.1° S | 3.9° E | 7 公里  |
| S      | 45.2° S | 8.2° E | 11 公里 |
| T      | 45.8° S | 6.7° E | 7 公里  |
| U      | 46.9° S | 7.4° E | 7 公里  |
| W      | 45.9° S | 8.5° E | 7 公里  |

- 卫星坑利切蒂 F约形成于酒海纪[1]。